# شارل-لوئی کده دو گاسیکور
شارل-لوئی کده دو گاسیکور (به فرانسوی: Charles-Louis Cadet de Gassicourt) داروساز و نویسنده قرن هجدهم میلادی اهل فرانسه است.